# Estación Las Moras
Las Moras era una estación ferroviaria ubicada 5 km al este de la ciudad de Chicoana, departamento de Chicoana, Provincia de Salta, Argentina.

## Servicios
No presta servicios de pasajeros ni de cargas. Sus vías corresponden al Ramal C13 del Ferrocarril General Belgrano.

## Historia
La estación fue construida por el estado argentino en el Ramal C13 como parte de la red de vía métrica del Ferrocarril Central Norte. En 1949 pasó a formar parte del Ferrocarril General Belgrano.
La estación fue clausurada en 1977.